# Oswaldia assimilis
Oswaldia assimilis là một loài ruồi trong họ Tachinidae.